# Krueng Juli Timur
Krueng Juli Timur is een bestuurslaag in het regentschap Bireuen van de provincie Atjeh, Indonesië. Krueng Juli Timur telt 1071 inwoners (volkstelling 2010).